# Mistrzostwa Ameryki Środkowej i Karaibów w Lekkoatletyce 2003
19. Mistrzostwa Ameryki Środkowej i Karaibów w Lekkoatletyce – zawody lekkoatletyczne, które odbyły się w dniach 4-6 lipca 2003 w Saint George’s.

## Rezultaty

### Mężczyźni
| Konkurencja                   | 1. miejsce                                                                        | Wynik     | 2. miejsce                                                                   | Wynik     | 3. miejsce                                                                                | Wynik         |
| ----------------------------- | --------------------------------------------------------------------------------- | --------- | ---------------------------------------------------------------------------- | --------- | ----------------------------------------------------------------------------------------- | ------------- |
| Bieg na 100 m                 | Kim Collins                                                                       | 10,13     | Darrel Brown                                                                 | 10,17     | Marc Burns                                                                                | 10,29         |
| Bieg na 200 m                 | Dominic Demeritte                                                                 | 20,43     | Julieon Raeburn                                                              | 20,57     | Christopher Williams                                                                      | 20,58         |
| Bieg na 400 m                 | Alleyne Francique                                                                 | 45,27     | Chris Brown                                                                  | 45,42     | Ato Modibo                                                                                | 45,81         |
| Bieg na 800 m                 | Sherridan Kirk                                                                    | 1:49,10   | Jermaine Myers                                                               | 1:49,36   | Marvin Watts                                                                              | 1:49,48       |
| Bieg na 1500 m                | Juan Luis Barrios                                                                 | 3:44,78   | Richardo Etheridge                                                           | 3:48,68   | Mario Smith                                                                               | 3:52,22       |
| Bieg na 5000 m                | Eduardo Rojas                                                                     | 14:29,88  | José Amado García                                                            | 14:40,94  | Pamenos Ballantyne                                                                        | 14:43,72      |
| Bieg na 10 000 m              | Eduardo Rojas                                                                     | 29:37,08  | Alfredo Arévalo                                                              | 29:39,48  | José Amado García                                                                         | 29:42,52      |
| Bieg na 3000 m z przeszkodami | Alex Greaux                                                                       | 8:39,68   | Néstor Nieves                                                                | 8:40,27   | nie przyznano                                                                             | nie przyznano |
| Bieg na 110 m przez płotki    | Hugh Henry                                                                        | 13,85     | Alleyne Lett                                                                 | 13,98     | Ricardo Melbourne                                                                         | 14,01         |
| Bieg na 400 m przez płotki    | Greg Little                                                                       | 50,04     | Sergio Hierrezuelo                                                           | 50,26     | Oscar Juanz                                                                               | 50,34         |
| Sztafeta 4 × 100 m            | Trynidad i Tobago Cleavon Dillon · Marc Burns · Niconnor Alexander · Darrel Brown | 39,05     | Jamajka Marvin Essor · Sheldon Morant · Christopher Williams · Ainsley Waugh | 39,20     | Antyle Holenderskie Geronimo Goeloe · Charlton Raphaela · Jairo Duzant · Churandy Martina | 39,46         |
| Sztafeta 4 × 400 m            | Bahamy Avard Moncur · Carl Oliver · Nathaniel McKinney · Chris Brown              | 3:02,56   | Jamajka Marvin Essor · Lansford Spence · Jermaine Myers · Richard James      | 3:04,08   | Trynidad i Tobago Damion Barry · Julieon Raeburn · Simeon Bovell · Sherridan Kirk         | 3:04,48       |
| Półmaraton                    | Pamenos Ballantyne                                                                | 1:09:14   | Alfredo Arévalo                                                              | 1:09:39   | Claude Nohile                                                                             | 1:10:59       |
| Chód na 20 000 m              | Julio René Martínez                                                               | 1:22:07   | José Olivares                                                                | 1:24:02   | Ezequiel Nazario                                                                          | 1:26:01       |
| Skok wzwyż                    | Lisvany Pérez                                                                     | 2,21      | Jean Huguens                                                                 | 2,15      | Henderson Dottin                                                                          | 2,15          |
| Skok o tyczce                 | Giovanni Lanaro                                                                   | 5,30      | Ricardo Diez                                                                 | 5,00      | nie przyznano                                                                             | nie przyznano |
| Skok w dal                    | Kareem Streete-Thompson                                                           | 8,12      | Osbourne Moxey                                                               | 7,85      | Aundre Edwards                                                                            | 7,74          |
| Trójskok                      | Leevan Sands                                                                      | 17,16     | Gregory Hughes                                                               | 16,17     | Ayata Joseph                                                                              | 15,94         |
| Pchnięcie kulą                | Yojer Medina                                                                      | 19,12     | Francisco Guzmán                                                             | 17,82     | Dave Stoute                                                                               | 17,70         |
| Rzut dyskiem                  | Alfredo Romero                                                                    | 54,09     | Alleyne Lett                                                                 | 53,14     | David Bissoly                                                                             | 52,38         |
| Rzut młotem                   | Yosvany Suárez                                                                    | 69,59     | Aldo Bello                                                                   | 64,26     | Raúl Rivera                                                                               | 60,94         |
| Rzut oszczepem                | Manuel Fuenmayor                                                                  | 72,35     | Rigoberto Calderón                                                           | 67,50     | Robert Barnes                                                                             | 66,57         |
| Dziesięciobój                 | Yonelvis Águila                                                                   | 7337 pkt. | Decosma Wright                                                               | 6383 pkt. | Guillermo Toledo                                                                          | 6074 pkt.     |

### Kobiety
| Konkurencja                | 1. miejsce                                                                     | Wynik    | 2. miejsce                                                                           | Wynik    | 3. miejsce                                                                   | Wynik         |
| -------------------------- | ------------------------------------------------------------------------------ | -------- | ------------------------------------------------------------------------------------ | -------- | ---------------------------------------------------------------------------- | ------------- |
| Bieg na 100 m              | Fana Ashby                                                                     | 11,32    | Tamica Clarke                                                                        | 11,33    | Judyth Kitson                                                                | 11,37         |
| Bieg na 200 m              | Cydonie Mothersill                                                             | 22,45    | Roxana Díaz                                                                          | 22,74    | Tonique Williams                                                             | 22,80         |
| Bieg na 400 m              | Hazel-Ann Regis                                                                | 51,56    | Michelle Burgher                                                                     | 52,19    | Eliana Pacheco                                                               | 52,87         |
| Bieg na 800 m              | Neisha Bernard-Thomas                                                          | 2:04,12  | Kenia Sinclair                                                                       | 2:04,50  | Sheena Gooding                                                               | 2:04,55       |
| Bieg na 1500 m             | Ashley Couper                                                                  | 4:27,71  | Margarita Tapia                                                                      | 4:32,16  | Elsa Monterroso                                                              | 4:39,44       |
| Bieg na 10 000 m           | Yudelkis Martínez                                                              | 34:29,05 | Elsa Monterroso                                                                      | 35:54,46 | Lourdes Cruz                                                                 | 38:27,73      |
| Bieg na 100 m przez płotki | Delloreen Ennis-London                                                         | 12,70    | Nadine Faustin                                                                       | 12,82    | Vonette Dixon                                                                | 13,35         |
| Bieg na 400 m przez płotki | Allison Beckford                                                               | 55,12    | Yvonne Harrison                                                                      | 55,29    | Andrea Blackett                                                              | 56,12         |
| Sztafeta 4 × 100 m         | Bahamy Tamica Clarke · Debbie Ferguson · Christine Amertil · Shandria Brown    | 43,06    | Jamajka Kerron Stewart · Jenice Daley · b.d. · Judyth Kitson                         | 43,30    | Kuba Dainelky Pérez · Roxana Díaz · Virgen Benavides · Magalys García        | 43,83         |
| Sztafeta 4 × 400 m         | Jamajka Naleya Downer · Michelle Burgher · Carlene Robinson · Allison Beckford | 3:29,75  | Grenada Kishara George · Neisha Bernard-Thomas · Jackie-Ann Morain · Hazel-Ann Regis | 3:32,99  | Portoryko Yvonne Harrison · Sandra Moya · Lizaira Del Valle · Militza Castro | 3:33,35       |
| Półmaraton                 | Lourdes Cruz                                                                   | 1:31:50  | Adelaide Carrington                                                                  | 1:38:45  | Kenisha Pascal                                                               | 2:02:28       |
| Chód na 10 km              | Rosario Sánchez                                                                | 49:06    | Estela Hernández                                                                     | 52:03    | nie przyznano                                                                | nie przyznano |
| Skok wzwyż                 | Desiree Crichlow                                                               | 1,81     | Yetzálida Pérez                                                                      | 1,79     | Keitha Moseley                                                               | 1,76          |
| Skok o tyczce              | Alejandra Meza                                                                 | 4,00     | Denisse Orengo                                                                       | 3,90     | nie przyznano                                                                | nie przyznano |
| Skok w dal                 | Elva Goulbourne                                                                | 6,96w    | Jackie Edwards                                                                       | 6,63w    | Yuridia Bustamante                                                           | 6,28w         |
| Trójskok                   | Suzette Lee                                                                    | 13,89w   | María Espencer                                                                       | 13,41    | Michelle Vaughn                                                              | 12,74         |
| Pchnięcie kulą             | Misleydis González                                                             | 18,09    | Cleopatra Borel                                                                      | 17,79    | Rosario Ramos                                                                | 15,02         |
| Rzut dyskiem               | Yania Ferrales                                                                 | 59,07    | María Cubillán                                                                       | 49,05    | Doris Thompson                                                               | 43,88         |
| Rzut młotem                | Violeta Guzmán                                                                 | 55,72    | Adriana Benaventa                                                                    | 50,82    | nie przyznano                                                                | nie przyznano |
| Rzut oszczepem             | Laverne Eve                                                                    | 56,75    | Kateema Riettie                                                                      | 51,36    | Dalila Rugama                                                                | 47,40         |

## Klasyfikacja medalowa
Klasyfikacja uwzględnia wszystkie konkurencje, także te, które miały nieoficjalny charakter z uwagi na zbyt małą liczbę zgłoszonych zawodników. Kolorem niebieskim oznaczono kraj organizujący mistrzostwa.
| Miejsce | Państwo                   | Złoto | Srebro | Brąz | Razem |
| ------- | ------------------------- | ----- | ------ | ---- | ----- |
| 1.      | Meksyk                    | 7     | 4      | 2    | 13    |
| 2.      | Jamajka                   | 6     | 8      | 8    | 22    |
| 3.      | Kuba                      | 6     | 2      | 1    | 9     |
| 4.      | Bahamy                    | 5     | 4      | 2    | 11    |
| 5.      | Portoryko                 | 3     | 3      | 4    | 10    |
| 5.      | Trynidad i Tobago         | 3     | 3      | 4    | 10    |
| 7.      | Grenada                   | 3     | 3      | 1    | 7     |
| 8.      | Wenezuela                 | 2     | 6      | 2    | 10    |
| 9.      | Barbados                  | 2     | 1      | 4    | 7     |
| 10.     | Kajmany                   | 2     | 0      | 0    | 2     |
| 11.     | Gwatemala                 | 1     | 4      | 3    | 8     |
| 12.     | Saint Vincent i Grenadyny | 1     | 1      | 1    | 3     |
| 13.     | Bermudy                   | 1     | 0      | 0    | 1     |
| 13.     | Saint Kitts i Nevis       | 1     | 0      | 0    | 1     |
| 15.     | Haiti                     | 0     | 2      | 0    | 2     |
| 16.     | Nikaragua                 | 0     | 1      | 1    | 2     |
| 17.     | Dominikana                | 0     | 1      | 0    | 1     |
| 18.     | Martynika                 | 0     | 0      | 2    | 2     |
| 19.     | Antigua i Barbuda         | 0     | 0      | 1    | 1     |
| 19.     | Antyle Holenderskie       | 0     | 0      | 1    | 1     |
| 19.     | Gujana                    | 0     | 0      | 1    | 1     |
| Razem   | Razem                     | 43    | 43     | 38   | 124   |